# Alex Karpovsky
Alex Karpovsky (Cheyenne, 23 settembre 1975) è un attore, regista, sceneggiatore e produttore cinematografico statunitense di origini russe.

## Biografia e carriera
Cresciuto a Newton, Massachusetts, dopo l'istruzione dell'obbligo iniziò un dottorato di ricerca in Etnografia all'Università di Oxford, tuttavia lasciò gli studi dopo due anni. A febbraio del 2013 comparve nel talk show statunitense Employee of the Month, nel quale dichiarò che il periodo del dottorato rappresentò "probabilmente i due anni migliori della mia vita".
La pellicola con cui ha debuttato alla regia, The Hole Story, gli ha fatto ottenere un posto nella classifica delle 25 nuove facce del cinema indipendente della rivista Filmmaker. Gli altri titoli che ha diretto sono Woodpecker (SXSW Film Festival, 2008), Trust Us, This Is All Made Up (SXSW Film Festival, 2009), Rubberneck (TriBeCa Film Festival, 2012) e Red Flag (Los Angeles Film Festival, 2012). Gli ultimi due tra questi sono stati trasmessi in una doppia proiezione al Lincoln Center Theater di New York.
Come attore, attualmente recita nel ruolo ricorrente di Ray Ploshansky nella serie televisiva di HBO Girls. Sul grande schermo ha interpretato il ruolo di Marty Green nella pellicola A proposito di Davis, diretta dai fratelli Coen.
Alex Karpovsky vive attualmente a Brooklyn.

## Filmografia

### Attore

#### Cinema
- Cry Funny Happy, regia di Sam Neave (2003)
- Cubby Knowles, regia di Garth Donovan (2008)
- Beeswax, regia di Andrew Bujalski (2009)
- Harmony and Me, regia di Bob Byington (2009)
- Bass Ackwards, regia di Linas Phillips (2010)
- Lovers of Hate, regia di Bryan Poyser (2010)
- Tiny Furniture, regia di Lena Dunham (2010)
- The GrownUps, regia di Jason Wehling - cortometraggio (2010)
- Incredibly Small, regia di Dean Peterson (2010)
- Codependent Lesbian Space Alien Seeks Same, regia di Madeleine Olnek (2011)
- Wuss, regia di Clay Liford (2011)
- Almost in Love, regia di Sam Neave (2011)
- Sleepwalk with Me, regia di Mike Birbiglia e Seth Barrish (2012)
- Gayby, regia di Jonathan Lisecki (2012)
- Marvin Seth and Stanley, regia di Stephen Gurewitz (2012)
- Supporting Characters, regia di Daniel Schechter (2012)
- Good Night, regia di Sean H.A. Gallagher (2013)
- We Could Be Your Parents, regia di Charlie Anderson - cortometraggio (2013)
- A proposito di Davis (Inside Llewyn Davis), regia di Joel ed Ethan Coen (2013)
- Wisdom Teeth, regia di James Benson e Bernardo Britto (2013)
- The Foxy Merkins, regia di Madeleine Olnek (2013)
- Summer of Blood, regia di Onur Tukel (2014)
- Ogni cosa è segreta (Every Secret Thing), regia di Amy Berg (2014)
- Possibilia, regia di Dan Kwan e Daniel Scheinert - cortometraggio (2014)
- Tired Moonlight, regia di Britni West (2015)
- 7 Chinese Brothers, regia di Bob Byington (2015)
- Bloomin Mud Shuffle, regia di Frank V. Ross (2015)
- Devil Town, regia di Harvey Mitkas (2015)
- Actor Seeks Role, regia di Michael Tyburski - cortometraggio (2015)
- Amy, regia di Jacob Chase - cortometraggio (2015)
- Booger Red, regia di Berndt Mader (2015)
- Happy Baby, regia di Stephen Elliott (2016)
- Ave, Cesare! (Hail, Caesar!), regia di Joel ed Ethan Coen (2016)
- Little Sister, regia di Zach Clark (2016)
- Folk Hero & Funny Guy, regia di Jeff Grace (2016)
- Crush, regia di Katherine Bernard - cortometraggio (2016)
- La scomparsa di Sidney Hall (Sidney Hall), regia di Shawn Christensen (2017)
- La festa delle fidanzate (Girlfriend's Day), regia di Michael Stephenson (2017)
- Fits and Starts, regia di Laura Terruso (2017)
- You Can Choose Your Family, regia di Miranda Bailey (2018)
- Rosy, regia di Jess Bond (2018)
- The Front Runner - Il vizio del potere (The Front Runner), regia di Jason Reitman (2018)
- The Sound of Silence, regia di Michael Tyburski (2019)
- The Return of The Yuletide Kid, regia di Kenneth Walker (2019)
- The Ride, regia di Linas Phillips (2020)

#### Televisione
- Law & Order - Unità vittime speciali (Law & Order: Special Victims Unit) – serie TV, episodi 14x5-17x9 (2012-2015)
- Deadbeat – serie TV, episodi 3x11 (2016)
- Girls – serie TV, 42 episodi (2012-2017)
- Drunk History – serie TV, episodi 5x9 (2018)
- Curb Your Enthusiasm – serie TV, episodi 10x10 (2020)
- Homecoming – serie TV, 11 episodi (2018-2020)

### Attore, sceneggiatore e regista
- The Hole Story (2005)
- Rubberneck (2012)
- Red Flag (2012)

## Doppiatori italiani
Nelle versioni in italiano delle opere in cui ha recitato, Alex Karpovsky è stato doppiato da:
- Nanni Baldini in Law & Order - Unità vittime speciali
- Gianfranco Miranda in Girls
- Gabriele Martini in Ave, Cesare!
- Roberto Accornero ne La festa delle fidanzate
- Francesco Bulckaen in Homecoming